# Сандаль Хранич Косача
Сандаль Хранич Косача (босн. Sandalj Hranić Kosača, серб. Сандаљ Хранић Косача; 1370— 15 марта 1435) — великий воевода Хума (1392—1435).

## Биография
Представитель боснийской дворянской семьи Косачи. Старший сын Храна Вуковича и Анки, племянник и преемник Влатко Вуковича (1388—1392).
У Сандаля было два младших брата — Вукац Хранич Косача (ум. 1432) и Вук Хранич Косача (ум. 1425)
В 1392 году после смерти своего дядя Влатко Вуковича Сандаль Хранич Косача получил должность великого воеводы Хума. Управлял территорией между реками Неретва и Дрина в Боснии.
Воспользовавшись междоусобной борьбой за власть боснийских правителей Стефана Остои и Стефана Твртко II, Сандаль захватил крупные территории в Южной Боснии.
В 1404 году Сандаль Хранич Косача участвовал в возведении на боснийский королевский престол Стефана Твртко II (1404—1409). Но уже в 1409 году хумский воевода Сандаль Косача признал новым королём Боснии Стефана Остою (1409—1418).
Сандаль Хранич Косача поддерживал короля Венгрии и германского императора Сигизмунда Люксембургского и, вероятно, был кавалером основанном им Ордена Дракона.

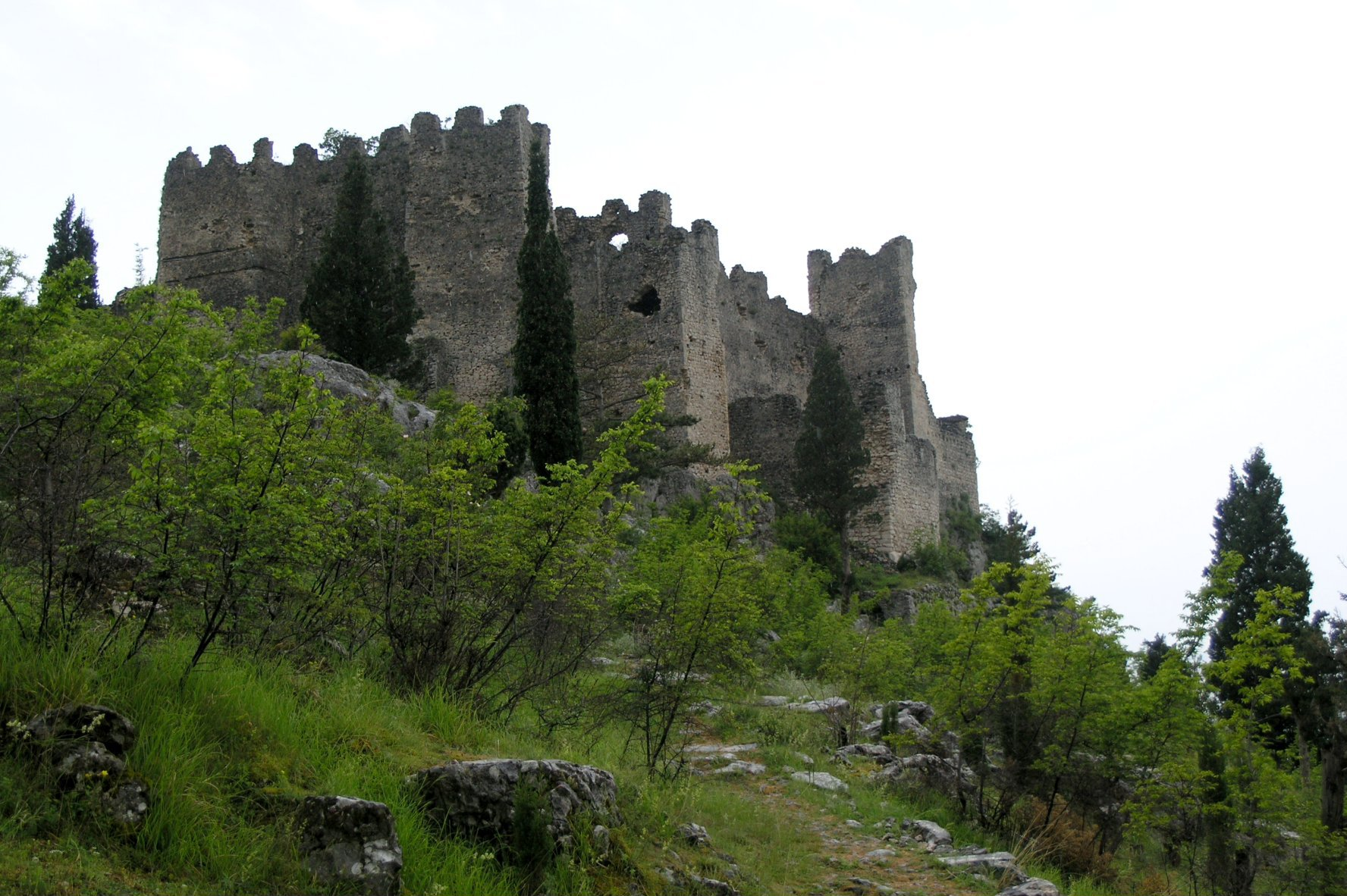
Крепость Благай, резиденция Сандаля Хранича Косачи

Хумский воевода поддерживал хорошие отношения с Дубровницкой республикой. В 1419 году он продал Дубровницкой республике свои права на половину города Конавле, а в 1423 году также продал венецианцам свои права на приморский город Котор.
После 1419 года он считался самым могущественным феодалом в Боснийском королевстве. После возвращения на королевский трон Стефана Твртко II в 1421 году Сандаль Хранич отказался признавать свою вассальную зависимость от короля Боснии.

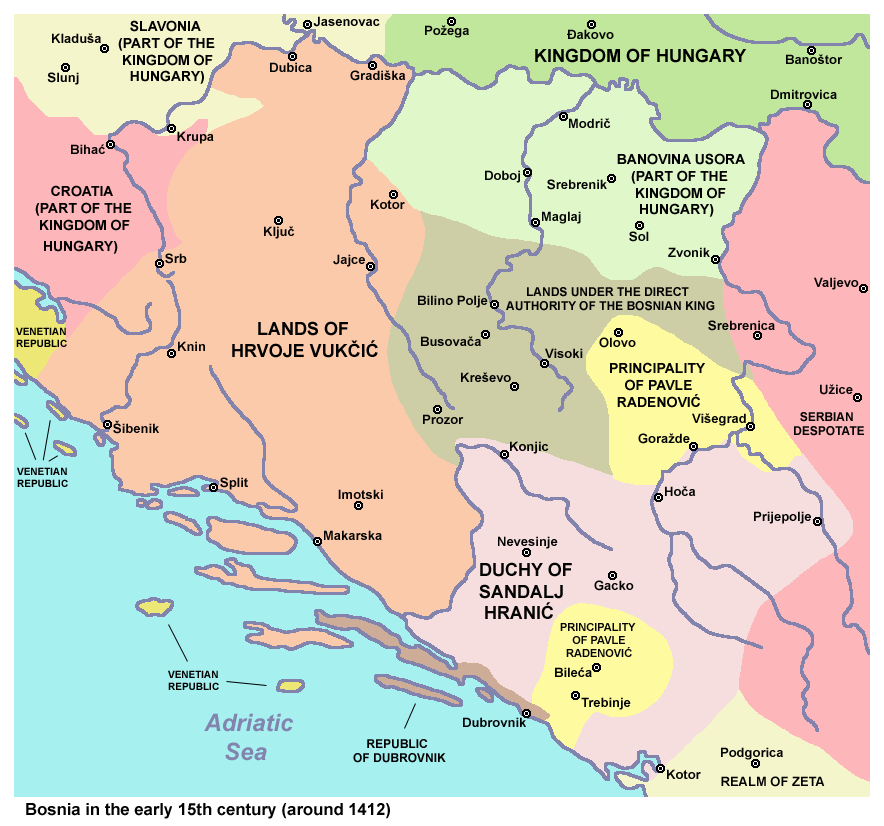
Владения боснийского рода Косачи

Сандаль Хранич Косача находился во враждебных отношениях с другим крупным боснийским феодалом Павле Раденовичем. В 1415 году хумский воевода участвовал в организации убийства Павле Раденовича, что стало причиной его вражды с династией Павловичей. Сандаль обращался к османским властям для решения своих проблем. В 1420 году османский наместник Исхак-бей организовал карательный поход на Боснию, чтобы поддержать своего союзника Сандаля Хранича в борьбе против его врагов.

## Браки
Сандаль Хранич был трижды женат. Его первой женой с 1396 года была Елена (ум. ок. 1402), вдова зетского феодала Радича Черноевича (ум. 1396).
В 1405 году вторично женился на Екатерине Хрватинич, дочери Вука Вукчича и племяннике могущественного боснийского феодала Хрвое Вукшича Хрватинича (ум. 1416), с которой развелся в декабре 1411 году.
В 1411 году в третий раз женился на Елене Лазаревич (1365/1366-1443), вдове Георгия Балшича (1385—1403) и сестре сербского деспота Стефана Лазаревича (1389—1427).
От трёх браков Сандаль Хранич не имел детей. Его наследником стал племянник Стефан Вукшич Косача.